# Mario Angeloni
Mario Angeloni (Perugia, 15 settembre 1896 – Sariñena, 28 agosto 1936) è stato un politico, antifascista e avvocato italiano che combatté nella guerra civile spagnola, perdendovi la vita.

## Biografia
Nacque a Perugia da una famiglia agiata di tradizioni repubblicane. Volontario nella prima guerra mondiale, ufficiale di cavalleria, ottenne a Caporetto la medaglia d'argento al valor militare. Finita la guerra si trovò a scegliere tra la carriera militare e la carriera nello studio legale del padre, all'epoca uno dei più grandi dell'Umbria. Scelse la seconda e nello stesso periodo aderì al Partito Repubblicano. Divenne dottore in legge e dopo un tirocinio presso un importante studio penale di Roma, tornò a Perugia. Nel 1921 sposò Giaele Franchini di Cesena, figlia dell'avvocato Enrico Franchini, repubblicano ed ultimo sindaco di Cesena prima del fascismo. "Eravamo felici perché ci amavamo e come tutti i giovani sposi sognavamo un avvenire lieto e sereno rallegrato dalla nascita di tanti figli. Purtroppo fin dai primi mesi ci trovammo di fronte ad una realtà ben diversa, perché l'attività politica di mio marito ebbe inizio col suo ritorno a Perugia tanto che la nostra casa divenne il centro dell'antifascismo umbro."
Nel 1922, sull'onda degli ideali e valori mazziniani in cui credeva ardentemente, fu iniziato in Massoneria nella Loggia La Concordia di Perugia, appartenente al Grande Oriente d'Italia, loggia che nel 1924 fu selvaggiamente devastata dai fascisti.
La sua opposizione al fascismo e l'essere diventato un dirigente del Partito repubblicano lo portarono ben presto a subire tutte le conseguenze di questa scelta. Scontri, aggressioni, violenze e il tentativo estremo di organizzare, insieme al compagno di partito Randolfo Pacciardi (nel 1924) l'associazione clandestina Italia libera. A novembre del 1926, ormai considerato un importante nemico del fascismo, venne inserito nella prima lista di antifascisti condannati al confino. Arrestato e condannato a 5 anni, fu inviato prima a Lipari e poi a Ustica. Negli anni del confino, raggiunto nelle isole dalla moglie Giaele, strinse amicizia con numerosi antifascisti, di varie estrazioni politiche. Tra questi, rilevante divenne l'amicizia con Carlo Rosselli. Nel maggio del 1927, sempre durante il confino, fu accusato di aver organizzato la fuga dall'isola di Ustica di un gruppo di 57 confinati, tra i quali Amadeo Bordiga e Giuseppe Romita. Detenuto in isolamento per sei mesi nel carcere palermitano dell'Ucciardone fu assolto dall'accusa. A processo concluso fu rispedito al confino, questa volta nell'isola di Ponza.
Avvalendosi di una legge di amnistia per chi era stato volontario nella prima guerra mondiale, nella primavera del 1928 viene rilasciato, ma gli viene impedito il ritorno a Perugia. Ha l'obbligo di dimora presso la casa del suocero a Cesena, e qui riprende l'attività legale. Allo stesso tempo riprende, clandestinamente, a tener rapporti tra gli antifascisti della Romagna e quelli del nord Italia, approfittando di molte trasferte lavorative. Scoperto, nel 1932 riesce a fuggire e a superare le Alpi grazie all'aiuto di Gigino Battisti (figlio di Cesare Battisti) e a riparare così in Francia. L'anno successivo viene raggiunto dalla moglie. Qui iniziano una vita da esuli, modesta e umile, ma allo stesso tempo orgogliosa, sistemandosi in una camera di un modesto albergo del quartiere latino. "Io avevo comprato un fornellino a spirito e quasi sempre cucinavo in camera, perché le nostre finanze non ci permettevano di andare al ristorante e denari dall'Italia non ne potevamo ricevere grazie alla legge fascista che proibiva agli italiani di spedire delle lire all'estero. [...] i nostri pranzi continuarono a consistere in una pasta asciutta condita col solo pomodoro e una insalata. Ma nonostante la misera consistenza del nostro pranzo a quell'ora comparivano sempre uno o due compagni che sicuramente non mangiavano da qualche giorno e che trovavano la tavola pronta anche per loro."
A Parigi, nel 1932, ritrovò i fratelli Rosselli, con i quali aveva trascorso parte dei mesi di confino e con in quali operò una stretta collaborazione. Dalla Francia tenne una corrispondenza epistolare con Randolfo Pacciardi, all'epoca rifugiato in Svizzera. Fu affiliato alla Loggia Italia Nuova di Parigi il 22 giugno del 1932, nella quale divenne maestro l'undici aprile del 1933.
Negli anni dal 1932 al 1936 si impegnò attivamente nella LIDU (Lega Italiana dei Diritti dell'Uomo). I viaggi in Francia, in Belgio e in Svizzera per promuovere i valori della Lega Italiana dei Diritti dell'Uomo, e ai diritti degli esiliati politici, lo portarono a contatto con tutto l'antifascismo italiano ed europeo. Inoltre la LIDU fu tra i movimenti più impegnati nell'organizzazione della Concentrazione antifascista.
Durante il suo esilio la segreteria nazionale del Partito Repubblicano Italiano, di cui faceva sempre parte, fu affidata alla sezione di Parigi e, dal febbraio 1935 al luglio 1936, Angeloni fu segretario nazionale del PRI collegialmente con Cipriano Facchinetti.
A gennaio del 1936 entra in uno degli studi legali più importanti di Parigi, quello dell'Avv. Lévy Ulmann, ma nel luglio del 1936 con l'inizio della Guerra civile spagnola organizza, insieme a Carlo Rosselli (per Giustizia e Libertà) e a Camillo Berneri (per gli anarchici) la prima colonna militare di volontari italiani impegnati a fianco della Repubblica spagnola. La Colonna Italiana, entrerà a far parte, come Sezione italiana della Colonna Ascaso (così chiamata in onore di Francisco Ascaso, anarchico morto durante la rivolta di Barcellona, poche settimane prima). Roselli e Berneri saranno commissari politici e Mario Angeloni comandante militare della Colonna Italiana. Angeloni sarà quindi il primo comandante italiano della Resistenza al fascismo.

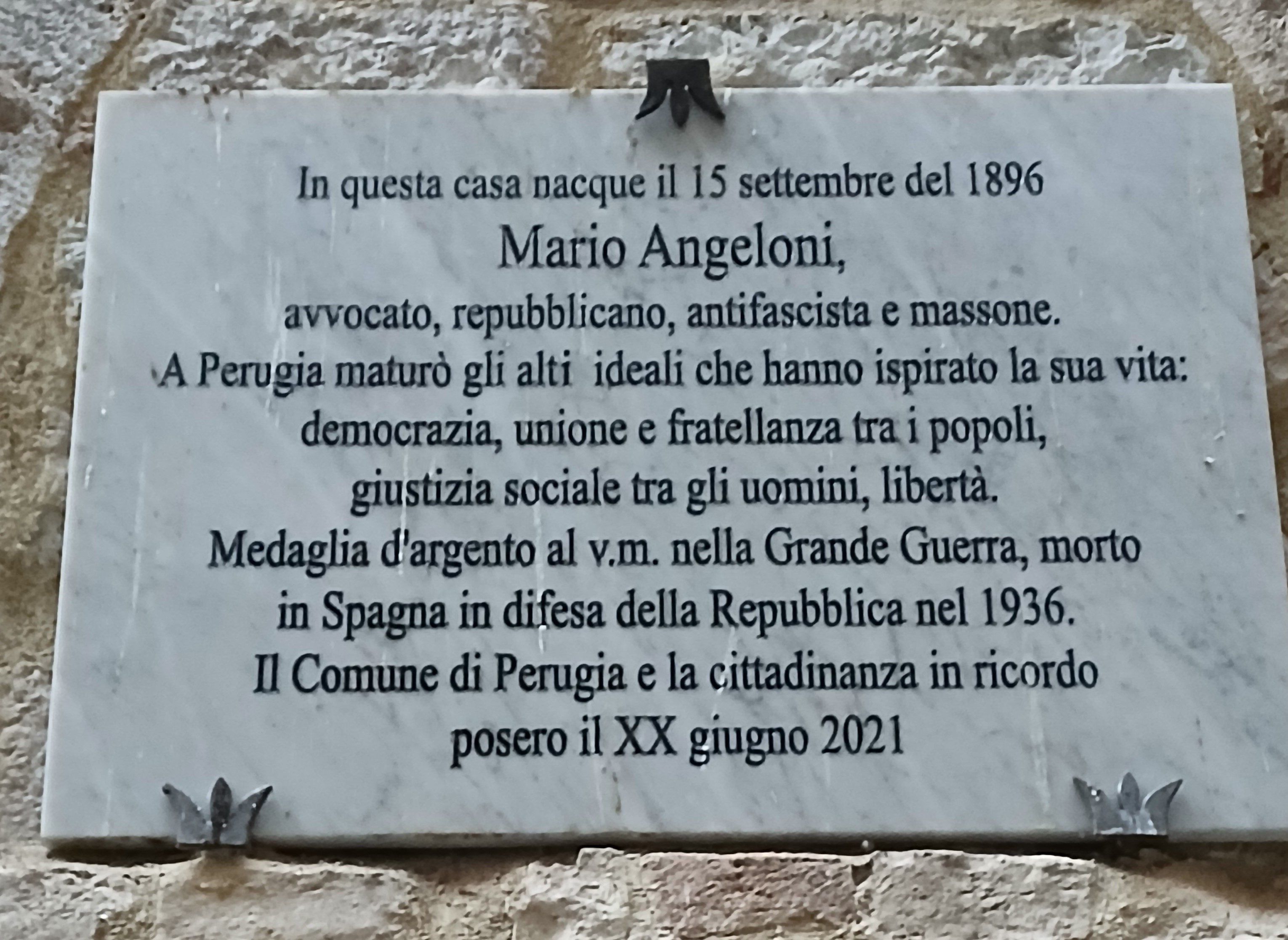
Lapide commemorativa

Cadde in battaglia il 28 agosto 1936 sul Monte Pelato, nome inventato dallo stesso Angeloni per la scarsa presenza di alberi e di arbusti. Le massime istituzioni della Repubblica spagnola a Barcellona organizzarono solenni funerali, salutati da migliaia di persone e di cui rimangono frammenti fotografici. Importante fu la eco della morte anche in Francia, a Parigi. "Adieu a un héros de la Liberté!" titolò Le Populaire.
Presso l'Istituto per la storia dell'Umbria contemporanea di Perugia è conservata parte del suo archivio privato. Il concittadino e compagno di partito Guglielmo Miliocchi si batté a lungo per il rimpatrio delle spoglie e l'intitolazione di una strada, e solamente quest'ultimo progetto fu attuato. In occasione delle celebrazioni per il 20 giugno, il 17 giugno 2021 viene apposta una targa presso la casa dove nacque e visse.